# Homem de Grauballe

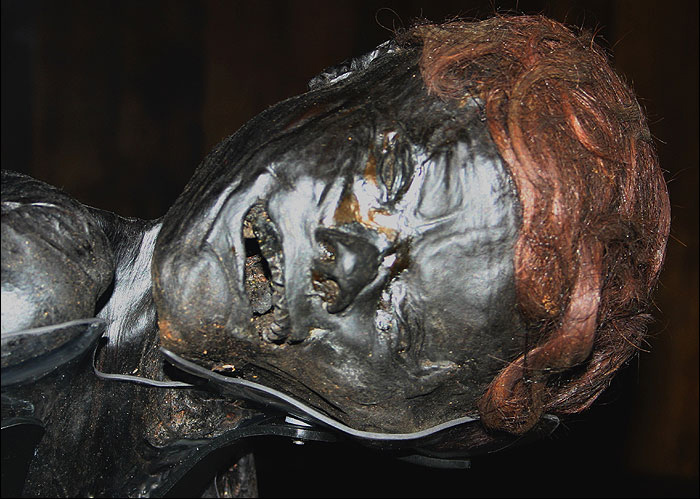
O rosto do homem Grauballe

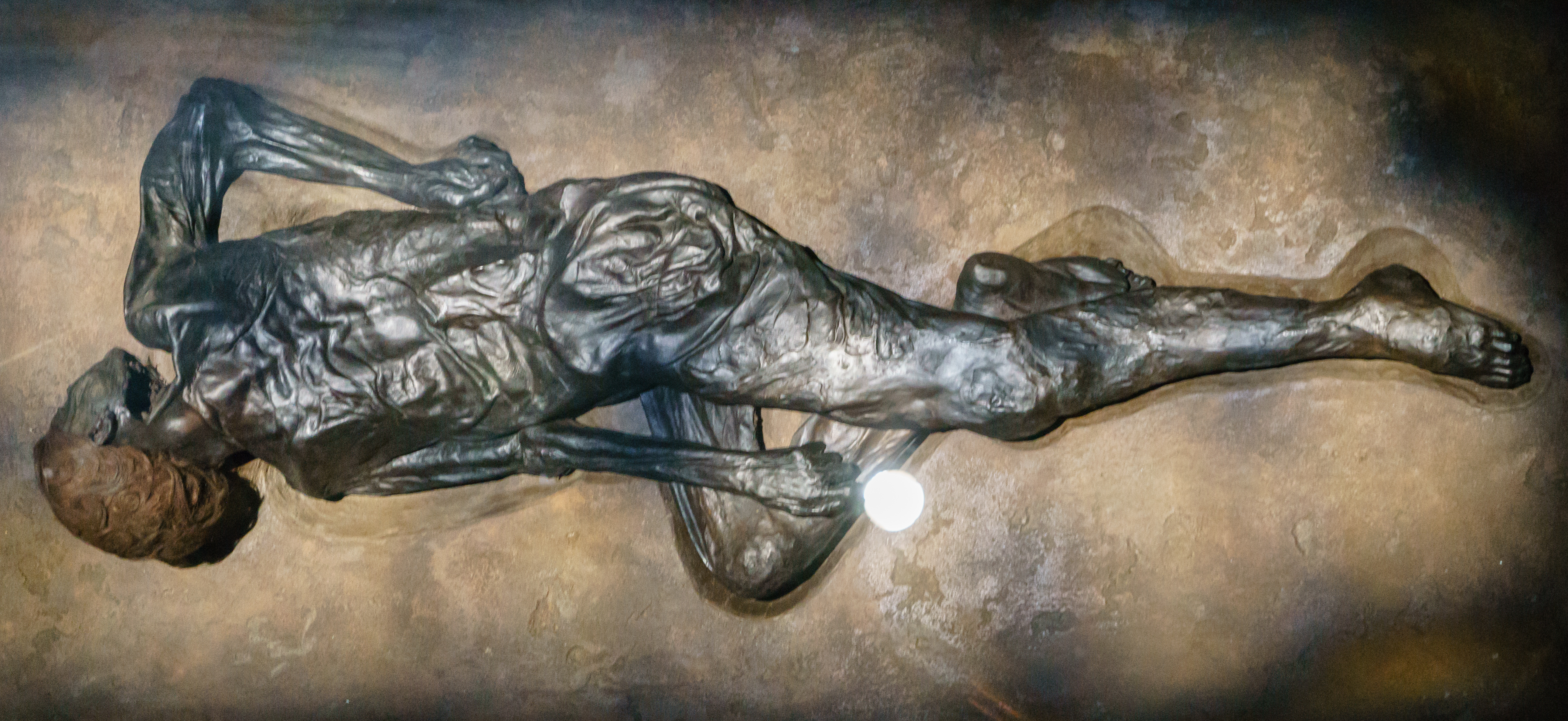
Em exposição no Museu Moesgaard

O Homem de Grauballe é um corpo parcialmente preservado que foi descoberto em 1952 a partir de um pântano de turfa perto da vila de Grauballe na Jutlândia, Dinamarca. O corpo é o de um homem que data do final do século III a.C., durante o início da Idade do Ferro germânica. Com base na evidência de suas feridas, ele provavelmente foi morto por ter sua garganta cortada. Seu cadáver foi então depositado no pântano, onde seu corpo foi naturalmente preservado por mais de dois milênios. Ele não foi o único corpo de pântano encontrado nas turfeiras da Jutlândia, são exemplos notáveis também o  Homem de Tollund e a Mulher de Elling, o Homem de Grauballe representa uma tradição estabelecida na época; acredita-se que essas mortes, incluindo a de Grauballe, foram exemplos de sacrifício humano, possivelmente um rito importante no paganismo germânico da Idade do Ferro. 
O Homem de Grauballe foi descrito como "uma das descobertas mais espetaculares da pré-história da Dinamarca" porque é um dos corpos de pântanos mais excepcionalmente preservados do mundo. Após a escavação em 1952, foi transferido para o Museu Pré-Histórico de Aarhus, onde passou por pesquisas e conservação. Em 1955, o corpo foi exposto no Museu Moesgaard, perto de Aarhus, onde ainda pode ser visto hoje. Devido à preservação dos pés e mãos do homem, suas impressões digitais foram tiradas com sucesso.

## Evidência
Homem de Grauballe foi inicialmente datado do final do século III a.C., analisando a camada estratigráfica de turfa em que seu corpo foi encontrado. Esta data foi posteriormente confirmada por radiocarbono que data seu fígado, cujos resultados foram publicados em 1955.

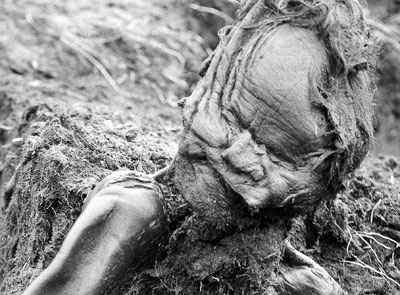
O corpo do Homem Grauballe após sua descoberta.

Informações sobre a vida do Homem de Grauballe foram apuradas a partir de seus restos mortais. Suas mãos eram macias e não mostravam evidências de trabalho árduo, indicando que ele não estava empregado em trabalhos forçados, como na agricultura. O estudo de dentes e mandíbulas indicou que ele havia sofrido "períodos de fome ou um mau estado de saúde durante a primeira infância". O esqueleto do homem mostrava sinais de deficiência significativa de cálcio, e sua coluna também sofria os estágios iniciais da espondilose deformante, uma doença generalizada do envelhecimento que é secundária à degeneração dos discos intervertebrais. Devido ao encolhimento que o cadáver sofreu no pântano, a altura real do homem não é conhecida. Sabe-se que ele tinha cabelos escuros, embora isso também tenha sido alterado no pântano e agora tenha uma cor avermelhada. 

### Morte
O cadáver não foi encontrado com nenhum artefato ou qualquer evidência de roupa, indicando que, quando ele morreu, estava completamente nu, ou suas roupas se deterioraram, algo que também aconteceu com o Homem de Tollund. A maneira de sua morte foi cortar a garganta de orelha a orelha, cortando a traquéia e o esôfago. Uma ferida assim não poderia ter sido autoinfligida, indicando que não foi suicídio. Uma área danificada do crânio, que inicialmente se pensava ter sido infligida por um golpe na cabeça, foi determinada por uma tomografia computadorizada como fraturada pela pressão do pântano muito tempo depois de sua morte. Ele tinha cerca de trinta anos quando morreu. 

## Descoberta, preservação e exposição

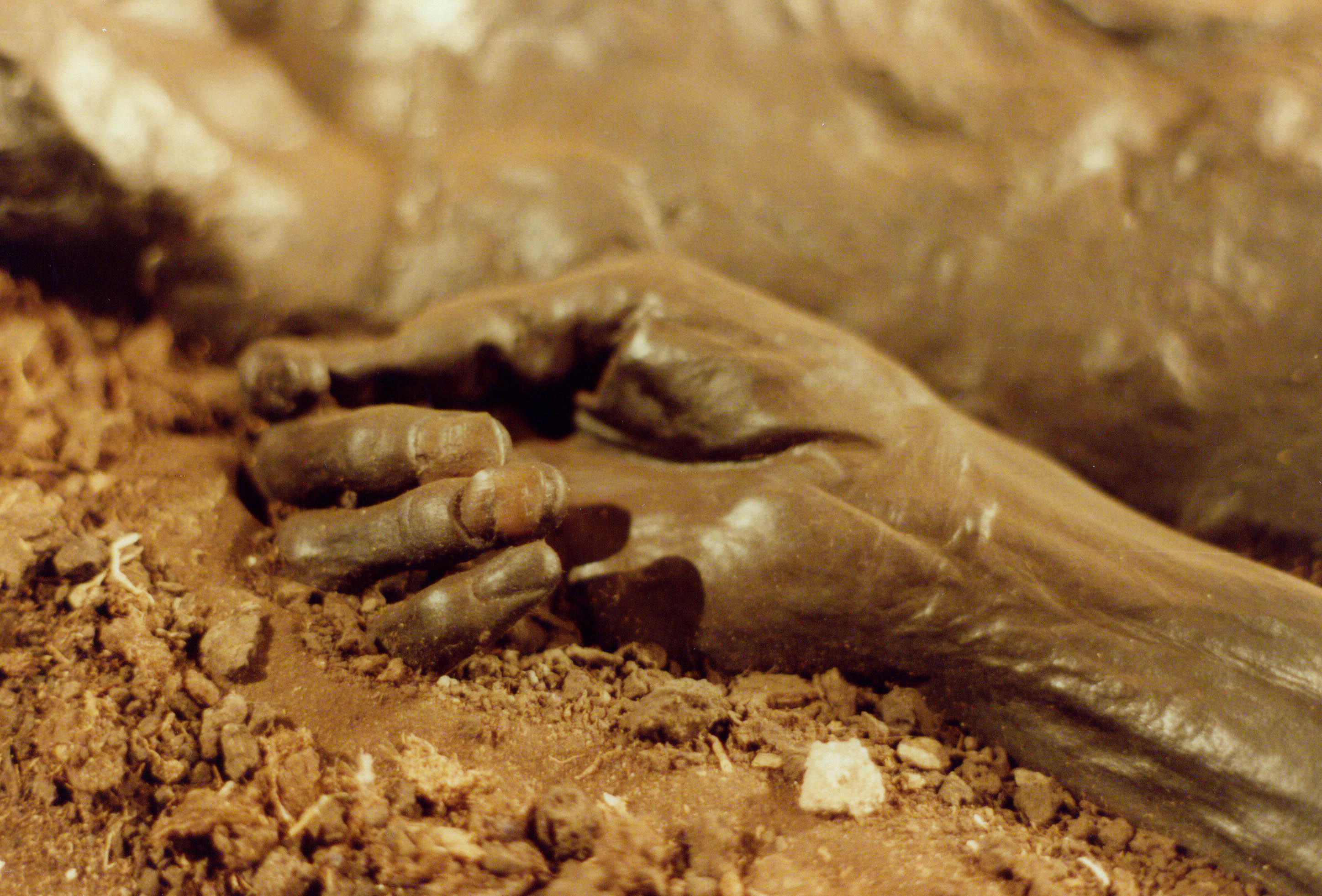
A mão bem preservada de Grauballe Man

Reconstrução facial do rosto do homem Grauballe

O corpo do homem Grauballe foi descoberto enterrado no pântano em 26 de abril de 1952 por uma equipe de escavadores de turfa. Um dos trabalhadores, Tage Busk Sørensen, enfiou a pá em algo que ele sabia que não era turfa; ao revelar mais, descobriram a cabeça saliente do chão, e o carteiro local, que passava, alertou o médico local e um arqueólogo amador chamado Ulrik Balslev. Com o corpo ainda na turfa, vários moradores locais o visitaram no dia seguinte, um dos quais acidentalmente pisou em sua cabeça. Na manhã seguinte, o professor Peter Glob, do Museu de Pré-História em Aarhus, visitou o corpo e providenciou que ele fosse removido para o museu, ainda envolto em um bloco de turfa ao redor. 
Glob e sua equipe decidiram que deveriam não apenas pesquisar o corpo, mas também tentar preservá-lo para que pudesse ser exibido ao público. Esse conceito era novo na época, pois a maioria dos corpos de pântanos descobertos anteriormente havia sido re-enterrada, às vezes em solo consagrado, com o Homem de Tollund, que havia sido descoberto dois anos antes, com apenas a cabeça preservada. Apesar das advertências de alguns cientistas que acreditavam que o cadáver deveria ser imediatamente preservado, ele foi exibido imediatamente para capitalizar o interesse público. De fato, os medos dos cientistas se mostraram corretos, pois o mofo começou a aparecer em certas áreas do corpo, como resultado do fato de ser mantido permanentemente úmido. 
O corpo passou por uma pesquisa, incluindo um post-mortem e, em seguida, a preservação, que foi organizada pelo conservador C. Lange-Kornbak, que teve que decidir sobre a melhor maneira de fazer isso, já que nenhum corpo de pântano havia sido preservado antes. Ele examinou vários métodos para fazê-lo, antes de decidir sobre um programa de bronzeamento do corpo para transformá-lo em couro e depois enchê-lo com casca de carvalho. Em 1955, o corpo foi exposto no Museu Moesgaard, perto de Aarhus, apenas para ser removido por um período de 2001 a 2002, quando passou por estudos científicos mais modernos, incluindo estudo radiológico, tomografia computadorizada, visualização em 3D, estereolitografia e análises do conteúdo do intestino. 

## Cultura moderna
O Homem de Grauballe é o tema de um poema de Seamus Heaney, assim como o Homem de Tollund. 